# Beia
Beia – wieś w Rumunii, w okręgu Braszów, w gminie Cața. W 2011 roku liczyła 383 mieszkańców.